# 山本伸吾
山本 伸吾（やまもと しんご、1951年3月26日 - ）は、日本の俳優、ミュージシャンである。本名は山本 秀達。東京都出身。血液型はA型。

## 略歴
中央大学在学中にミュージシャンとして活動中にスカウトされ、芸能事務所「テアトル・ド・ポッシュ」に所属した。映画「陽のあたる坂道」で俳優デビューした。
この映画で共演した三浦友和とは、その後「三浦友和と仲間たち」というグループで音楽活動、レコードデビューし、山本は単独の俳優、司会業活動と並行してそのグループメンバーの一員（ギタリスト）として作曲、編曲を担当した。単独でもミュージシャン、歌手（ソロデビュー）として活動する。
2023年現在では、ミュージシャンとして映画制作のギター指導やヨガ講師、イベント司会業など多方面で活動している。

## エピソード
- 司会を担当した「レディーファースト」にザ・ベンチャーズがゲスト出演した際には、ギタリストとしても共演参加した。
- 俳優としては三浦友和と共演もしくは、三浦友和がゲストとして迎えられることが多かった。
- ホリプロの企画製作、ホリプロ所属俳優との共演が多かった。

## 出演歴

### テレビドラマ
- 花吹雪はしご一家（1975年、TBS）
- 赤い運命（1976年、TBS）
- 夜明けの刑事 （1976年 - 1977年、TBS）第73話「ハンサム歌手の赤い殺意!!」（ゲスト・三浦友和）から中村刑事 役 としてレギュラー出演。
- 新・夜明けの刑事（1977年、TBS） - 中村刑事
- かあさんの嘘（1977年、テレビ朝日）
- せい子宙太郎-忍宿借夫婦巷談 （1977年、TBS）
- 竹の子すくすく（1977年 - 1978年、テレビ朝日）
- われら行動派!（1979年、フジテレビ）
- 鉄道公安官 第10話「それは車中で起った」（1979年、テレビ朝日）
- 大江戸捜査網 第471話「天下を狙う闇将軍」（1980年、東京12チャンネル） - 宗吉
- 噂の刑事トミーとマツ 第50話「トミマツもん絶! 花嫁が消えた」（1980年、TBS / 大映テレビ）
- 新五捕物帳 第101話「明日への旅立ち」（1980年、日本テレビ） - 利兵衛
- 気になる天使たち 第8話（1981年、フジテレビ）
- Gメン'75　第346話「幽霊に殺された私」（1982年、TBS）− 松野辰夫
- だんなさまは18歳 第6話「私 見たわ!」（1982年、TBS）
- 西部警察 PART-III 第17話「吠えろ!! 桜島 -鹿児島篇-」（1983年、テレビ朝日/石原プロ） - 松村隆
- 遊びじゃないのよ、この恋は 第8話「娘たちの殺人事件!!」（1986年、TBS）
- 火曜サスペンス劇場「女弁護士・高林鮎子9 北の街小樽に消えた女」（1991年、日本テレビ）
- 土曜ワイド劇場「北海道OL馬主ツアー殺人事件」（1991年、テレビ朝日）
- 太平記 (NHK大河ドラマ)（1991年、NHK） - 仁木頼章

### バラエティ
- レディーファースト（フジテレビ） - レギュラー司会

### 映画
- 陽のあたる坂道（1975年）
- 裸足のブルージン（1975年）
- あいつと私（1976年）
- 白熱（デッドヒート） (1977年）
- 瞳の中の訪問者（1977年）
- お嫁にゆきます（1978年）
- 病院坂の首縊りの家（1979年）
- おさな妻（1980年）
- OL百合族19歳（1984年）

### ラジオ番組
- 日立ハローサタデー（文化放送）

### CM
- グリコアーモンドチョコレート（榊原郁恵と共演、1976年）

## 音楽

### シングル
- ぼくの胸でおやすみ/ラブマジック(1978.4.21)
- 自転車泥棒/冬の海（1979.2.1）

### アルバム
- 赤頭巾ちゃん秘密だよ(1977.4.25)　「三浦友和と仲間たち」名義。